# Fenja och Menja

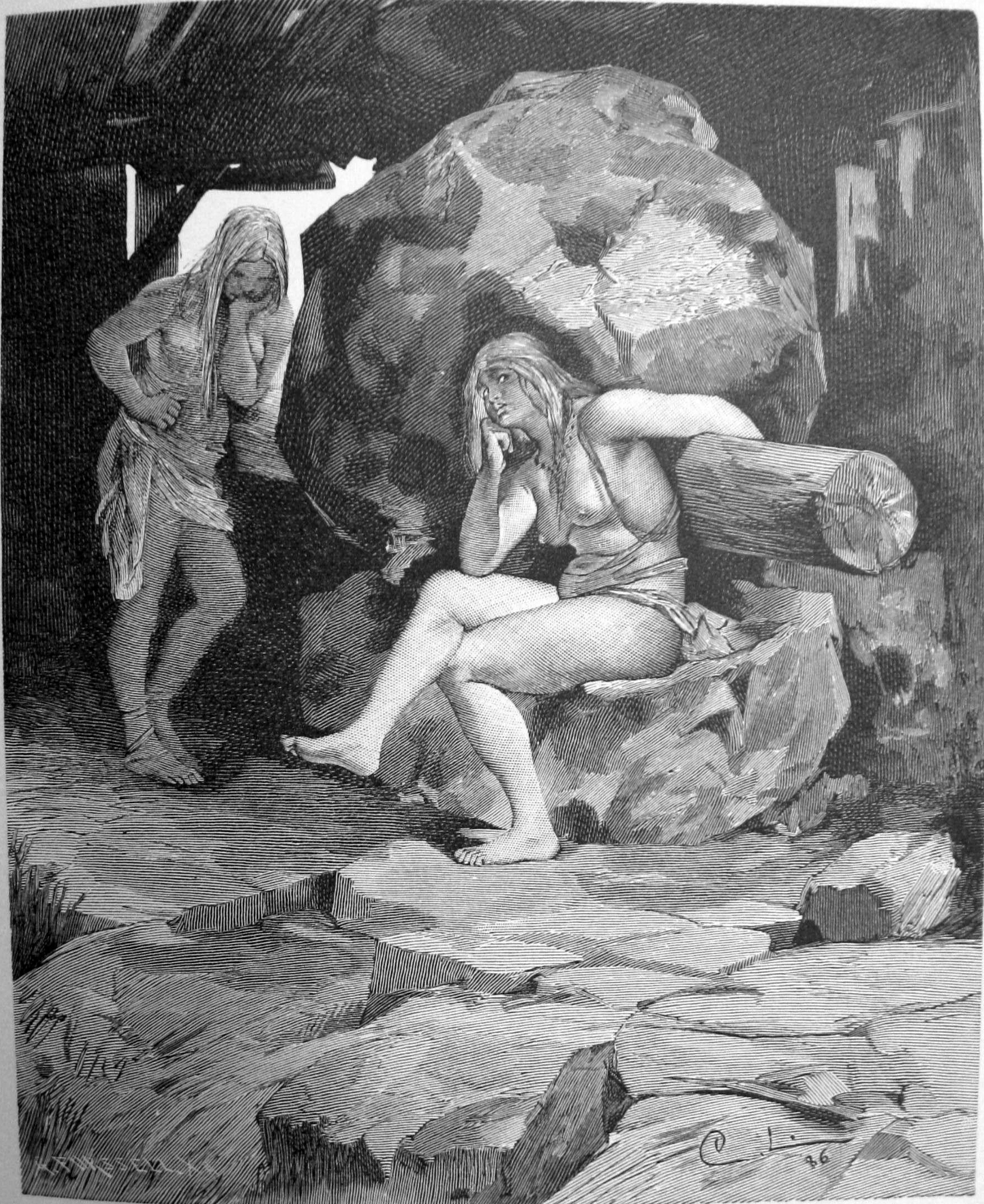
Fenja och Menja vid Grottekvarnen.

Fenja och hennes syster Menja var i nordisk mytologi två jättinnor som malde guld i kvarnen Grotte (grottekvarnen) åt kung Frode, och som sedan var de som gjorde att havet blev salt. 
Fenja och Menja tjänade från början för kung Fjolner i Svitjod, men då kung Frode från Själland besökte Fjölner köpte han de båda trälkvinnorna. Frode ägde även kvarnen Grotte som hade den magiska egenskapen att det som de som malde sjöng om, skapades av kvarnen. Ingen hade dittills varit tillräckligt stark att dra kvarnen, men nu kunde Frode befalla Fenja och Menja att mala guld, fred och lycka åt honom. Han förbjöd dem att sova längre än till första hanegället eller att vila längre än det tog tid att sjunga en sång. Medan de sjöng Grottesången malde de därför fram en fiendehär ämnad att avsätta kung Frode. 
Hären och sjökonungen Mysing dräpte samma natt Frode, och tog med sig jättesystrarna och kvarnen Grotte på sina skepp. Mysing tvingade sedan systrarna att mala än hårdare för att få fram salt. Fenja och Menja hämnades då också på Mysing, genom att mala så mycket salt att skeppen sjönk. En malström uppkom där vattnet forsade ut och in genom kvarnstensögat, och sedan dess är havet också salt tack vare kvarnen Grotte. 
Sagan om Fenja och Menja återberättas i sagan "Grottesången", och också i Snorre Sturlassons Edda, och finns också i sagan om Grotti-Fenni och Grotti-Menni från Orkneyöarna. Motivet återfinns i folksagor från olika länder. Fenjasmjöl eller Menjasmjöl är också i fornnordisk poesi kenningar för guld. Vissa menar att kvarnen Grotte står mellan de danska öarna Fanö och Mandö, dels för att vattnet är extra salt där, dels för att öarnas namn passar med systrarnas. Två färjor till Fanö, Fenja och Menja, har också döpts efter systrarna.